# Super Channel (Canada)
Super Channel è un canale televisivo canadese a pagamento. È disponibile in molte piattaforme televisive satellitari e via cavo.

## Canali
Super Channel possiede anche un bouquet di sette canali:
1. Super Channel 1: rete ammiraglia che trasmette film e serie televisive.
2. Super Channel 2: trasmette film d'azione, d'orrore, di fantascienza, anime, musica e sport estremi.
3. Super Channel 3: trasmette documentari e festival cinematografici.
4. Super Channel 4: rete generalista
5. Super Channel HD 1
6. Super Channel HD 2
7. Super Channel On Demand